# فاویکون

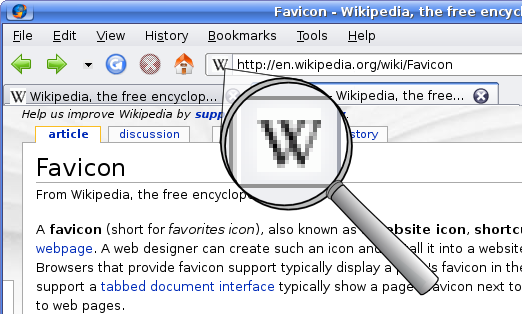
تارنماک در تمام مرورگرهای گرافیکی رایج نمایش داده می‌شود.

تارنَماک (Favicon کوتاه‌شده‌ی favorites icon) یه نَماک (icon) تخصیص داده شده به یه تاربرگ یا وبگاه اینترنتی است؛ که مرورگرها آن (تارنماک هه) را در کنار عنوان تاربرگ یا وبگاه نمایش می‌دهند. تارنماک یه صفحه معمولا در بخش نشانک‌های مرورگر، کنار عنوان صفحه، نیز نمایش داده می‌شود.
هنگام نمایش یک صفحه وب نیز مرورگر به صورت خودکار درخواست فایل تارنماک را برای وب سرور ارسال می‌کند.
مرورگرهای جدید مانند فایرفاکس بدون نیاز به کددهی، در صورت مشاهده پرونده favicon.ico بر روی شاخه ریشه وب گاه، به‌طور خودکار تارنماک را برای همهٔ صفحات آن وب گاه نمایش می دهند. در حالی که برای نمایش آن در Internet Explorer نیاز است که در صفحات به شکل زیر به پرونده متناظر تارنماک، پیوند داده شود:
میتوانید در  favicon.cc یک فاوآیکون برای وب خود بسازید

## نحوه قرار دادن
نحوه قرار دادن تارنماک با استفاده ار تگ HTML می‌باشد که باید بعد از تگ head قرار بگیرد.
برای تارنماک با فرمت ico.
```
<
link
 
rel
=
"shortcut icon"
 
href
=
"/favicon.ico"
 
type
=
"image/x-icon"
/>

```

برای تارنماک با فرمت png.
```
<
link
 
rel
=
"icon"
 
href
=
"/favicon.png"
 
type
=
"image/png"
/>

```

برای تارنماک با فرمت gif.
```
<
link
 
rel
=
"icon"
 
href
=
"/favicon.gif"
 
type
=
"image/gif"
/>

```